# Radio Murcia
Radio Murcia-Cadena SER és l'emissora de ràdio de la Cadena SER de la ciutat de Múrcia. Va començar les seves emissions el 2 d'agost de 1933. Està situada al carrer Radio Murcia, 4 i comparteix instal·lacions amb Los 40 Principales i Cadena Dial.

## Història
Radio Múrcia es va inaugurar el dia 2 d'agost de 1933 en els Jardins Recreative d'Espinardo, un dia després del previst. La primera emissió va ser radiada per Arsenio Sánchez Alcarria, fundador de l'emissora, amb el següent text:
| « | Sintonizan a Radio Murcia, emisora EAJ-17. Señores radioescuchas, buenas tardes. Da comienzo nuestra emisión de tarde-noche con las señales horarias. | » |

Durant la guerra civil, el govern de la República va confiscar l'emissora i la va lliurar al cos de Telègrafs, passant la seva seu a estar a la plaça Hernández Amores, 3, fins que l'any 1939, se li va retornar a don Arsenio Sánchez Alcarria, propietari de la mateixa.
A la fi de la dècada del 1940, va passar a ser propietat de la Cadena SER. L'any 1953 es van instal·lar els estudis del carrer Lucas, 7 (actual carrer Radio Murcia, 4). El 1954 va rebre un Premi Ondas «per la seva magnífica programació a la seva zona d'audició».
El 2008, l'emissora degana de la Regió de Múrcia va complir 75 anys. El 2013, va complir 80 anys. Amb aquest motiu, l'emissora va programar una sèrie de programes i esdeveniments especials al llarg d'aquest any per commemorar la fundació de l'emissora més important de la Regió.